# Lucy-le-Bocage
Lucy-le-Bocage är en kommun i departementet Aisne i regionen Hauts-de-France i norra Frankrike. Kommunen ligger  i kantonen Charly-sur-Marne som ligger i arrondissementet Château-Thierry. År 2022 hade Lucy-le-Bocage 212 invånare.

## Befolkningsutveckling
Antalet invånare i kommunen Lucy-le-Bocage
Referens: INSEE